# Kbo-Heckscher-Klinikum

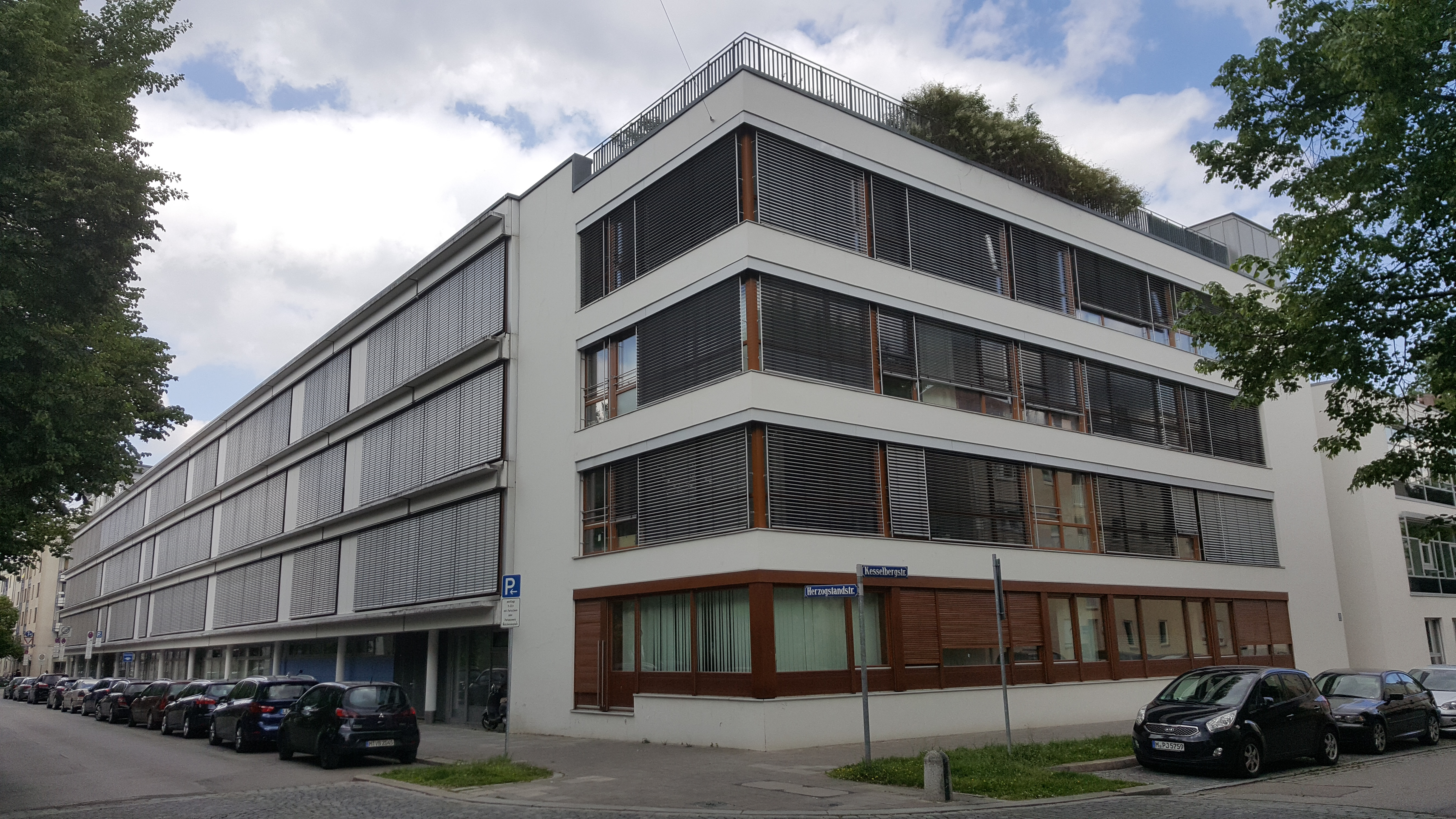
Kbo-Heckscher-Klinikum: Stammhaus München-Giesing

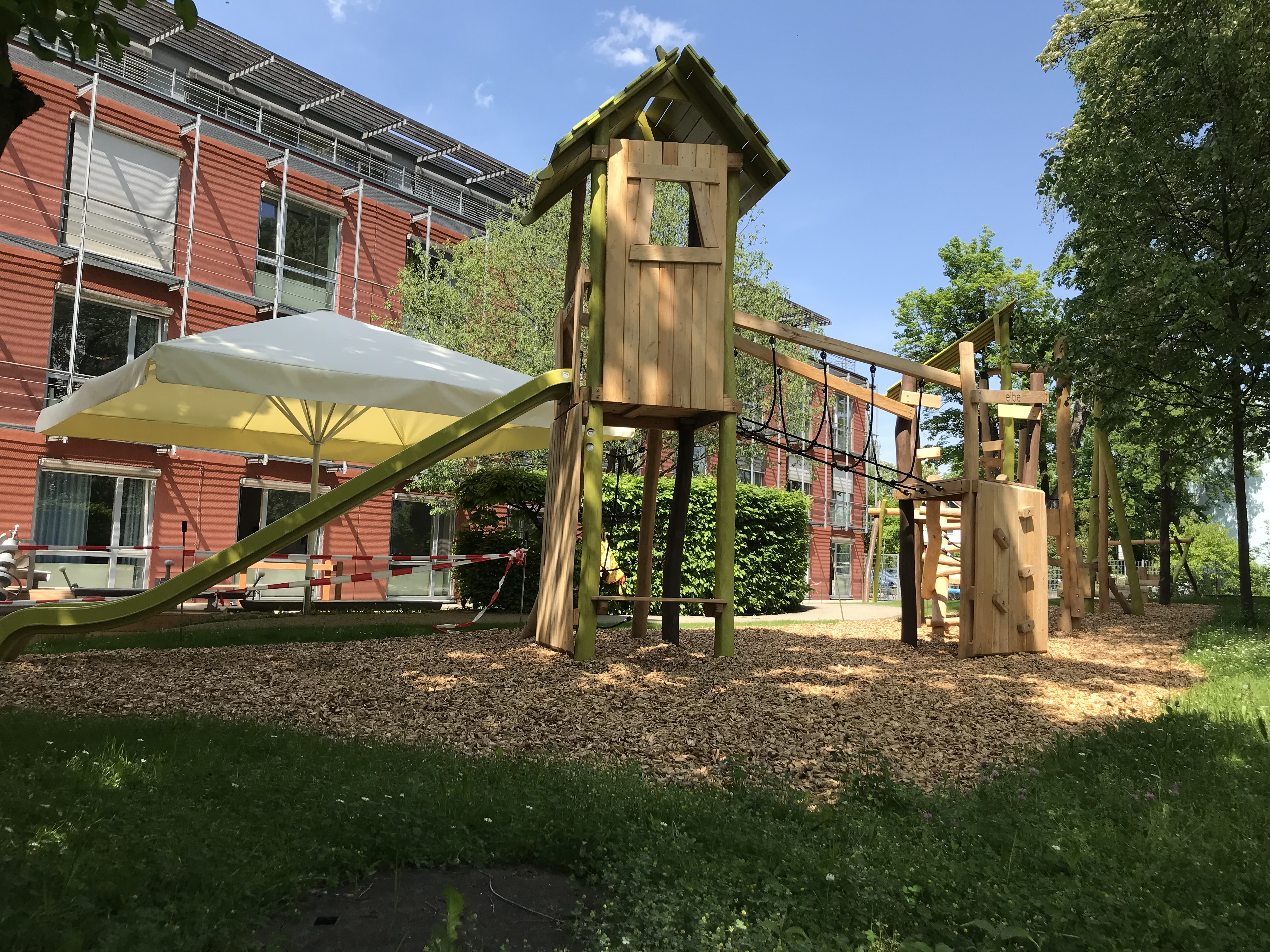
Spielplatz Standort Rosenheim

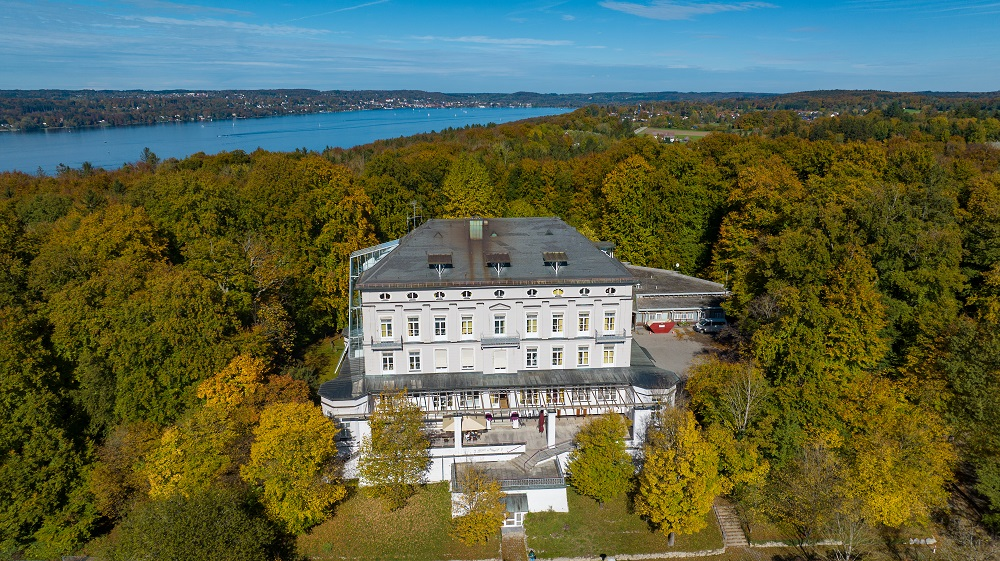
Standort Rottmannshöhe in Berg/Starnberger See

Das kbo-Heckscher-Klinikum für Kinder- und Jugendpsychiatrie, Psychosomatik und Psychotherapie ist eine psychiatrische Klinik für Kinder und Jugendliche. Sie hat elf Standorte in München und Oberbayern. Träger sind die Kliniken des Bezirks Oberbayern (kbo). Das kbo-Heckscher-Klinikum ist seit 2000 Akademisches Lehrkrankenhaus der Ludwig-Maximilians-Universität München.

## Geschichte
Benannt ist die Klinik nach Carl August Heckscher, einem Deutsch-Amerikaner, der mit seinem Vermögen die Gründung der Kinderklinik maßgeblich voranbrachte. Erster Direktor der „Heckscher-Nervenheil- und Forschungsanstalt“ in der Tristanstraße in München-Schwabing war Chefarzt Max Isserlin. 1929 wurde das Kinderhaus eröffnet. Isserlins Nachfolgerin, die Chefärztin Maria Weber, konnte die Kinder gemeinsam mit den Ursberger Schwestern vor der Tötung durch die Nationalsozialisten bewahren. Auswertungen sind schwierig, da ab 15. Mai 1940 keine Krankenhauptbücher mehr vorliegen, eventuell, weil sie nicht mehr angefertigt wurden. 1943 wurden von den 279 ambulant untersuchten Kindern und Jugendlichen lediglich vier an die Kinderfachabteilung der Heil- und Pflegeanstalt Eglfing-Haar überwiesen. Auch erfolgten Meldungen nach dem Erbgesundheitsgesetz an die Gesundheitsämter. 2003 zog die Klinik von Schwabing nach Obergiesing.

## Einrichtung
Neben dem Münchner Haupthaus in Obergiesing ist das kbo-Heckscher-Klinikum an weiteren zehn Standorten in Oberbayern vertreten: München Großhadern, Rosenheim, Rottmannshöhe (Berg/Starnberger See), Haar, Wasserburg am Inn, Ingolstadt, Landsberg/Lech, Waldkraiburg und Wolfratshausen. Darüber hinaus gehört die Therapeutische Wohngruppe Tristanstraße in München-Schwabing zum Klinikum. Das kbo-Heckscher-Klinikum verfügt im Bezirk Oberbayern über ein weit ausgedehntes Versorgungsnetzwerk mit Institutsambulanzen und vollstationären sowie tagesklinischen Behandlungsplätzen. Jährlich werden in sämtlichen Standorten rund 14.000 Kinder und Jugendliche ambulant und stationär behandelt.